# Meru North (huyện)
Huyện Meru North là một huyện thuộc tỉnh Eastern ở Kenya. Theo điều tra dân số ngày 24 tháng 8 năm 1999, huyện này có dân số 604050 người. Huyện Meru North có diện tích 3942 km². Huyện lỵ đóng tại Maua.